# 헤이그 왕립음악원
네덜란드 왕립 음악원(네덜란드어: Koninklijk Conservatorium, KC)은 음악과 무용에 대한 고등 교육을 제공하는 기관이다. 1826년 빌럼 1세 국왕에 의해 창설된, 네덜란드에서 가장 오래된 음악 교육기관이다. 2021년 9월부터 KC는 레지덴티 오케스트라, 네덜란드 무용극단(NDT)과 함께 아마레 빌딩에서 활동한다.